# Бзугу
Бзугу (устар. Бзуга, Раздольная) — река, впадающая в Чёрное море. Длина реки — 10 километров, площадь бассейна — 13,6 км².
Берёт начало на южных склонах горы Пикет на высоте порядка 380 метров над уровнем моря, протекает в Хостинском районе Сочи и впадает в Чёрное море. Высшая точка бассейна реки Бзугу — 627 метров над уровнем моря (гора Пикет).
У реки Бзугу много притоков, но все они незначительны.